# Evolução do Colégio dos Cardeais sob o pontificado de Leão XIV
Este artigo apresenta as evoluções dentro do Colégio dos Cardeais (anteriormente Sacro Colégio) durante o pontificado do Papa Leão XIV, eleito em 8 de maio de 2025.

## Composição por consistório
| Consistório               | 2025    | 2025        | 2025  | Atual   | Atual       | Atual |
| ------------------------- | ------- | ----------- | ----- | ------- | ----------- | ----- |
|                           | Eleitor | Não eleitor | Total | Eleitor | Não eleitor | Total |
| Fevereiro 1983            |         | 1           | 1     |         | 1           | 1     |
| Maio 1985                 |         | 3           | 3     |         | 3           | 3     |
| Junho 1991                |         | 3           | 3     |         | 3           | 3     |
| Novembro 1994             | 1       | 4           | 5     | 1       | 4           | 5     |
| Fevereiro 1998            |         | 7           | 7     |         | 7           | 7     |
| Fevereiro 2001            |         | 9           | 9     |         | 9           | 9     |
| Outubro 2003              | 4       | 9           | 13    | 4       | 9           | 13    |
| Criados por João Paulo II | 5       | 36          | 41    | 5       | 36          | 41    |
| Outubro 2006              | 1       | 7           | 8     | 1       | 7           | 8     |
| Novembro 2007             | 5       | 11          | 16    | 4       | 10          | 14    |
| Novembro 2010             | 6       | 7           | 13    | 5       | 8           | 13    |
| Fevereiro 2012            | 7       | 12          | 19    | 7       | 12          | 19    |
| Novembro 2012             | 3       | 3           | 6     | 3       | 3           | 6     |
| Criados por Bento XVI     | 22      | 40          | 62    | 20      | 40          | 60    |
| Fevereiro 2014            | 10      | 6           | 16    | 10      | 6           | 16    |
| Fevereiro 2015            | 10      | 7           | 17    | 10      | 7           | 17    |
| Novembro 2016             | 10      | 4           | 14    | 9       | 5           | 14    |
| Junho 2017                | 2       | 3           | 5     | 2       | 3           | 5     |
| Junho 2018                | 8       | 5           | 13    | 7       | 6           | 13    |
| Outubro 2019              | 9       | 2           | 11    | 9       | 2           | 11    |
| Novembro 2020             | 7       | 5           | 12    | 7       | 5           | 12    |
| Agosto 2022               | 14      | 5           | 19    | 14      | 5           | 19    |
| Setembro 2023             | 18      | 3           | 21    | 17      | 2           | 19    |
| Dezembro 2024             | 20      | 1           | 21    | 19      | 2           | 21    |
| Criados por Francisco     | 108     | 41          | 149   | 104     | 43          | 147   |
| Total                     | 135     | 117         | 252   | 129     | 119         | 248   |

## Evolução durante o pontificado
| Data       | Evento                                                        | País       | Eleitores | Não eleitores | Total |
| ---------- | ------------------------------------------------------------- | ---------- | --------- | ------------- | ----- |
| 07/05/2025 | No momento do Conclave de 2025                                | Vaticano   | 135       | 117           | 252   |
| 08/05/2025 | Eleição papal de Robert Francis Prevost, O.S.A. como Leão XIV | Vaticano   | 134       | 117           | 251   |
| 16/05/2025 | 80.º aniversário de Carlos Osoro Sierra                       | Espanha    | 133       | 118           | 251   |
| 15/06/2025 | 80.º aniversário de Robert Sarah                              | Guiné      | 132       | 119           | 251   |
| 30/06/2025 | Morte de Luis Pascual Dri, O.F.M.Cap. (98 anos)               | Argentina  | 132       | 118           | 250   |
| 04/07/2025 | 80.º aniversário de Stanisław Ryłko                           | Polónia    | 131       | 119           | 250   |
| 18/07/2025 | Morte de André Vingt-Trois, (82 anos)                         | França     | 131       | 118           | 249   |
| 21/07/2025 | 80.º aniversário de Joseph Coutts                             | Paquistão  | 130       | 119           | 249   |
| 08/08/2025 | Morte de Estanislao Esteban Karlic, (99 anos)                 | Argentina  | 130       | 118           | 248   |
| 22/08/2025 | 80.º aniversário de Timothy Peter Joseph Radcliffe, O.P.      | Inglaterra | 129       | 119           | 248   |